# 聶仰華
聶仰華（？年—？年），四川省屏山縣人，曾當選第一屆立法委員。
其夫孫邦治是四川省安岳縣人，曾任財政部川康區直接稅局局長

## 經歷[1]
- 民國二十三年（1934年），四川大學法學院畢業
- 先後在成都協進中學、濟川中學、建國中學、重慶敬業商業專門學校教書。
- 民國卅七年（1948年），參加立法委員選舉，以四川省婦女第四名263，876票當選立法委員。[2]
- 因為她本是以無黨派人士的身份簽署參加競選的，而她的政敵四川省婦女立委第一候補人皮以書（其夫谷正鼎時任中國國民黨中央組織部部長），卻找到了她早年讀四川大學時填過的國民黨入黨介紹表作證據，證明她是國民黨員而冒充無黨派人士。因此，以聶仰華未經中國國民黨提名，擅自參加競選，有違黨紀，且不合立委選舉法，宣布當選無效。[3]
- 1950年去北京，經張瀾介紹入華北革命大學政治研究院學習。次年畢業後被分配在全國婦聯工作。
- 1958年，中國人民大學成立中華人民共和國第一個剪報公司，被調去作國際資料的編輯工作，1963年退休。

## 相關資料
- 「女子讀書明理好——憶先父聶惕安創辦屏山女學堂的事迹」，聶仰華，《屏山文史資料》〈第4輯總第8輯〉，中國人民政治協商會議四川省屏山縣委員會文史資料研究委員會，1986.0，第44-46頁